# Polynoncus gordoni
Polynoncus gordoni är en skalbaggsart som beskrevs av Steiner 1981. Polynoncus gordoni ingår i släktet Polynoncus och familjen knotbaggar. Inga underarter finns listade i Catalogue of Life.